# Oryzomys antillarum
Vous lisez un « bon article » labellisé en 2015.
Espèce
Statut de conservation UICN

 EX  : Éteint
Oryzomys antillarum est une espèce de rongeurs aujourd'hui disparue et qui vivait autrefois en Jamaïque. Elle appartenait au genre Oryzomys au sein de la famille des Cricétidés, et était similaire à O. couesi que l'on rencontre sur le continent sud-américain. L'espèce descendrait de rongeurs ayant quitté le continent pour l'île antillaise durant la dernière ère glaciaire. O. antillarum est un subfossile commun dans les grottes et il est également connu à partir de trois spécimens collectés vivants au XIXe siècle. Les observations anciennes de rats jamaïcains se rapportaient certainement à cette espèce. Celle-ci s'est éteinte à la fin du XIXe siècle, peut-être à cause de l'introduction sur l'île de la Mangouste de Java ou de celle du Rat brun avec lequel l'espèce entrait en concurrence, ou encore de la destruction de son habitat.

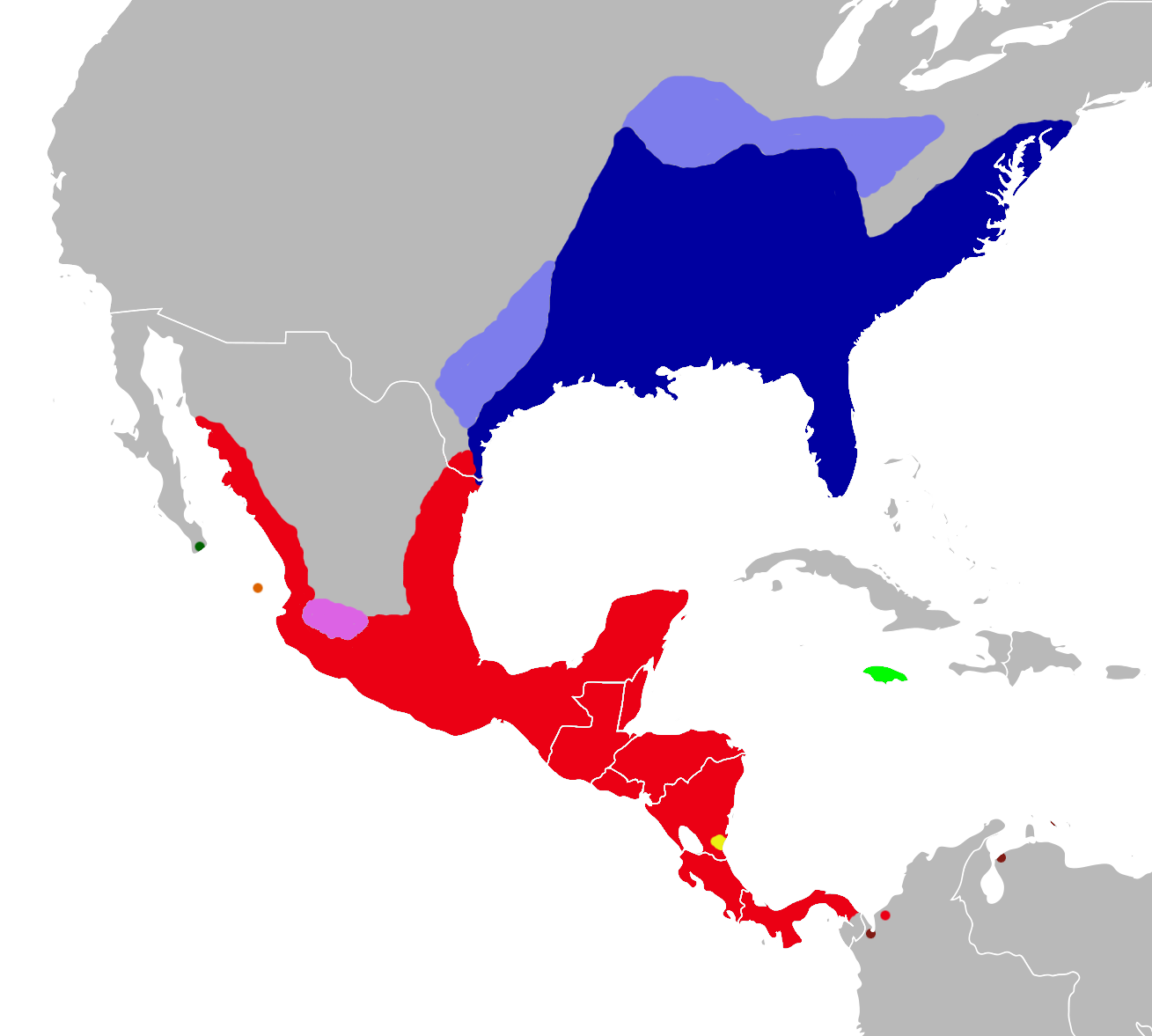
Zones de répartition de l'Oryzomys antillarum (vert) et d'autres espèces d'Oryzomys dont l' O. couesi (rouge) et du rat brun (O. palustris; bleu).

Oryzomys antillarum était un rat de taille moyenne, similaire à beaucoup d'égards à Oryzomys couesi. Il mesurait 120 à 132 mm sans la queue et le crâne faisait environ 30 mm de long. Ses parties supérieures étaient roussâtres, tirant progressivement sur le jaunâtre en allant vers les parties inférieures. La queue était aussi longue que le corps, partiellement poilue et plus sombre dessus que dessous. L'espèce diffère de O. couesi par ses os nasaux plus longs, un foramen plus court entre les incisives et une arcade zygomatique plus robuste.

## Taxonomie
Dans son ouvrage de 1877 sur les rongeurs d'Amérique du Nord, Elliott Coues mentionne deux spécimens d'Oryzomys de Jamaïque dans les collections de la Smithsonian Institution. Selon Coues, les échantillons sont similaires à Oryzomys palustris, espèce des États-Unis, mais de couleur différente. Bien qu'ayant écrit qu'ils forment probablement une espèce distincte, il s'abstient de leur donner un nom scientifique car il pense alors que cette espèce a déjà reçu un nom qu'il ignore,. L'espèce est formellement décrite par Oldfield Thomas en 1898, qui se base sur un échantillon présent au musée d'histoire naturelle de Londres depuis 1845. Il le reconnait comme une espèce distincte d'Oryzomys, Oryzomys antillarum, mais écrit qu'il est apparenté à O. couesi, une espèce d'Amérique centrale. Thomas soupçonne l'espèce d'avoir d'ores et déjà disparu de Jamaïque, mais qu'elle, ou une espèce fortement apparentée, peut éventuellement encore exister dans des zones inexplorées de Cuba ou d'Hispaniola. En revisitant le genre Oryzomys en Amérique du Nord en 1918, Edward Alphonso Goldman note O. antillarum comme une espèce distincte, mais concède qu'il est tellement semblable à son homologue continental O. couesi qu'il a certainement été introduit sur la Jamaïque. En 1920, Harold Anthony signale que les restes d'O. antillarum sont monnaie courante dans les grottes côtières, ce qui suggère que l'espèce représentait un jour une part importante du régime alimentaire de la Chouette effraie (Tyto alba). En 1942, Glover Morrill Allen remet en doute le fait qu'il s'agit d'une espèce distincte et, dans sa thèse de 1962, Clayton Ray, qui a examiné de nombreux spécimens dans les grottes, considère l'animal comme une « sous-espèce faiblement différenciée » d'Oryzomys palustris (qui inclut alors O. couesi et d'autres rats mexicains et d'Amérique centrale), Oryzomys palustris antillarum. Philip Hershkovitz arrive à la même conclusion dans un document de 1966. Après qu'O. couesi est à nouveau classé comme une espèce distincte d'O. palustris, la forme jamaïcaine est considérée comme une sous-espèce de d'O. couesi, Oryzomys couesi antillarum.
Dans une nouvelle étude de 1993, Gary Morgan rétablit l'animal comme une espèce distincte étroitement liée à O. couesi, citant un document jamais publié et rédigé par Humphrey, Setzer et lui-même. Guy G. Musser et Michael Carleton, dans la troisième édition de Mammal Species of the World parue en 2005, continuent à classer l'animal comme une sous-espèce d'O. couesi, sans évoquer Morgan. Cependant, dans une étude de 2006 sur le genre Oryzomys, Marcelo Weksler et son équipe citent O. antillarum en tant qu'espèce distincte, s'appuyant sur les travaux de Morgan, et dans une publication de 2009 sur les Oryzomys de l'ouest du Mexique, Carleton et Joaquín Arroyo-Cabrales font de même. Selon la classification de Carleton et Arroyo-Cabrales, Oryzomys antillarum est l'une des huit espèces du genre Oryzomys, que l'on trouve de l'est des États-Unis (O. palustris) jusqu'au nord-ouest de l'Amérique du Sud (O. gorgasi). O. antillarum fait en outre partie de la section O. couesi, qui est centrée autour de O. couesi, très répandu en Amérique Centrale et qui comprend également diverses autres espèces avec des distributions plus restreintes et périphériques. De nombreux aspects de la systématique de la section O. couesi ne sont pas encore très clairs, et il est probable que la classification actuelle sous-estime la vraie diversité du groupe. Oryzomys incluait auparavant de nombreuses autres espèces, qui ont été progressivement supprimées dans diverses études aboutissant à l'article 2006 de Weksler, excluant en tout plus de quarante espèces du genre. Toutes sont classées dans la tribu Oryzomyini (« rats du riz »), un assemblage diversifié de rongeurs américains comprenant plus d'une centaine d'espèces, appartenant à la sous-famille des Sigmodontinae dans la famille des Cricetidae.

## Description
Oryzomys antillarum était un rongeur de taille moyenne, à peu près aussi grand qu'O. couesi. Selon la description de Thomas, les parties supérieures étaient roussâtres, légèrement brillantes sur la croupe et plus grisâtres sur la tête. La couleur des parties supérieures faisait un dégradé progressif pour se fondre avec celle des parties inférieures, qui étaient jaunâtres. Les poils des parties inférieures étaient gris à la base. Les petites oreilles étaient noires sur l'extérieur et jaunes à l'intérieur et les faces supérieures et inférieures des pattes étaient blanchâtres. La queue était presque nue et était brune dessus et plus claire dessous. Goldman a écrit que les spécimens de l'USNM étaient un peu plus roux, mais que leur couleur pouvait avoir été altérée, car ils avaient été conservés dans l'alcool. Elliott Coues avait décrit ceux-ci comme brun rouille dessus et de la même couleur mais délavée dessous. Andrew Arata a comparé les spécimens de l'USNM avec des spécimens de la sous-espèce roussâtre de Floride d'Oryzomys palustris, Oryzomys palustris natator, et a constaté qu'ils étaient même plus roux que les animaux les plus fortement colorés de Floride.
| Spécimen         | Longueur totale | Tête et corps | Queue | Pied | Oreille |
| ---------------- | --------------- | ------------- | ----- | ---- | ------- |
| BMNH 45.10.25.48 | 260             | 130           | 130   | 28   | 13      |
| USNM 38299       | 228             | 120           | 108   | 30   | –       |
| USNM 38300       | 253             | 132           | 121   | 30   | ?12–15  |

Le crâne était généralement semblable à celui d'Oryzomys couesi,, comme l'étaient les dents. Il était robuste et portait des arcades sourcilières bien développées sur la boîte crânienne. L'os interpariétal, constituant une partie de la voûte de la boîte crânienne, était petit et étroit. Le palais osseux s'étendait au-delà de la troisième molaire. Les os du nez s'étendaient plus loin que les prémaxillaires, alors que ces os arrivent environ au même niveau chez O. couesi. En moyenne, le foramen incisif, qui perfore la partie avant du palais, était plus court que chez O. couesi. L'arcade zygomatique (pommette) semblait être mieux développée chez O. antillarum.
Chez les trois spécimens récoltés vivants et les nombreux spécimens découverts dans des grottes, la longueur condylobasale (une mesure de la longueur du crâne) varie de 28,9 mm à 31,2 mm (mesurée chez un des spécimens modernes et deux spécimens fossilisés), la longueur du palais osseux de 13,0 à 17,8 mm, la largeur de la région interorbitale (située entre les yeux) de 4,78 à 6,33 mm, la longueur du foramen incisif  de 5,1 à 6,6 mm, la longueur de la couronne des molaires supérieures de 4,36 à 5,20 mm et la longueur de la couronne des molaires inférieures de 4,80 à 5,39 mm.

## Histoire

### Origine et subfossiles retrouvés

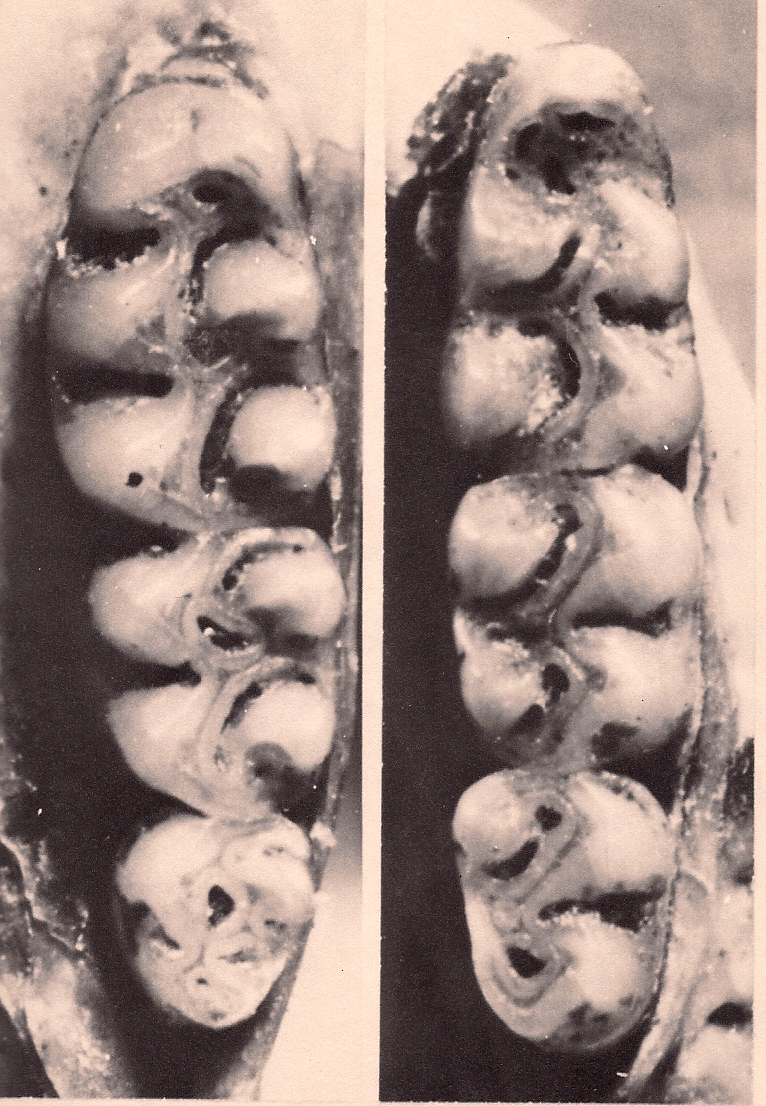
Molaire supérieure (à gauche) et inférieure (à droite) de l'holotype dOryzomys antillarum.

Le plus ancien fossile daté avec précision d'Oryzomys antillarum a été retrouvé à Drum Cave dans les grottes de la baie de Jackson, dans une strate datée au carbone 14 entre −10 250 et −11 260 ans, selon une étude réalisée en 2002. Il est présent sur plusieurs autres sites non datés qui remontent avant la colonisation de l'île par l'Homme, il y a environ 1 400 ans. Cependant, un site (Wallingford Roadside Cave) de la dernière période interglaciaire, l'Éémien, ne présente que les rongeurs hystricognathes Clidomys et Geocapromys brownii et pas d'Oryzomys. La présence de ce rat en Jamaïque avant l'arrivée de l'Homme infirme l'hypothèse selon laquelle il a été introduit ; il a certainement plutôt atteint l'île en dérivant avec de la végétation, probablement il y a moins de 125 000 ans. Durant la dernière période glaciaire, du fait du faible niveau de la mer, de nombreuses terres aujourd'hui immergées devaient alors être au-dessus du niveau de la mer entre la Jamaïque et l'Amérique centrale, ce qui diminuait considérablement la distance nécessaire à l'ancêtre de O. antillarum pour arriver sur l'île,,, ;  par ailleurs, les courants marins étaient probablement favorables à l'arrivée de radeaux de végétation depuis l'Amérique centrale, ce qui rend cette hypothèse très plausible. Les espèces du genre Oryzomys sont semi-aquatiques et étroitement liées à l'eau, ce qui peut contribuer à expliquer l'apparition du genre en Jamaïque. Oryzomys palustris a été retrouvé dans de nombreux dépôts de l'Holocène tardif, dont certains ont été datés des 1 100 dernières années. On le rencontre également dans certains sites archéologiques amérindiens. Sa présence courante dans les grottes a amené Ray à suggérer que le rat du riz était établi dans de nombreux habitats différents avant l'arrivée des Européens. O. antillarum était le seul rongeur de la famille des Sigmodontinae de toutes les Grandes Antilles, où la faune de rongeurs se compose par ailleurs uniquement de hystricognathes et de rongeurs introduits.

### Un rongeur rarement identifié avant sa disparition
Bien que quelques auteurs se soient intéressés précocement aux rats de Jamaïque, très peu ont rapporté la présence d'Oryzomys antillarum, peut-être parce que l'espèce a très rapidement décliné après l'arrivée des Européens sur l'île, ou que les auteurs l'ont confondue avec les espèces introduites (le Rat noir, Rattus rattus ; le Rat brun, Rattus norvegicus ; et la souris domestique, Mus musculus). Patrick Browne, dans son ouvrage Civil and Natural History of Jamaica de 1756, décrit un « rat des maisons et des cannes », une « souris », et un grand « rat d'eau », qui a été selon lui introduit sur l'île et y est devenu très abondant.

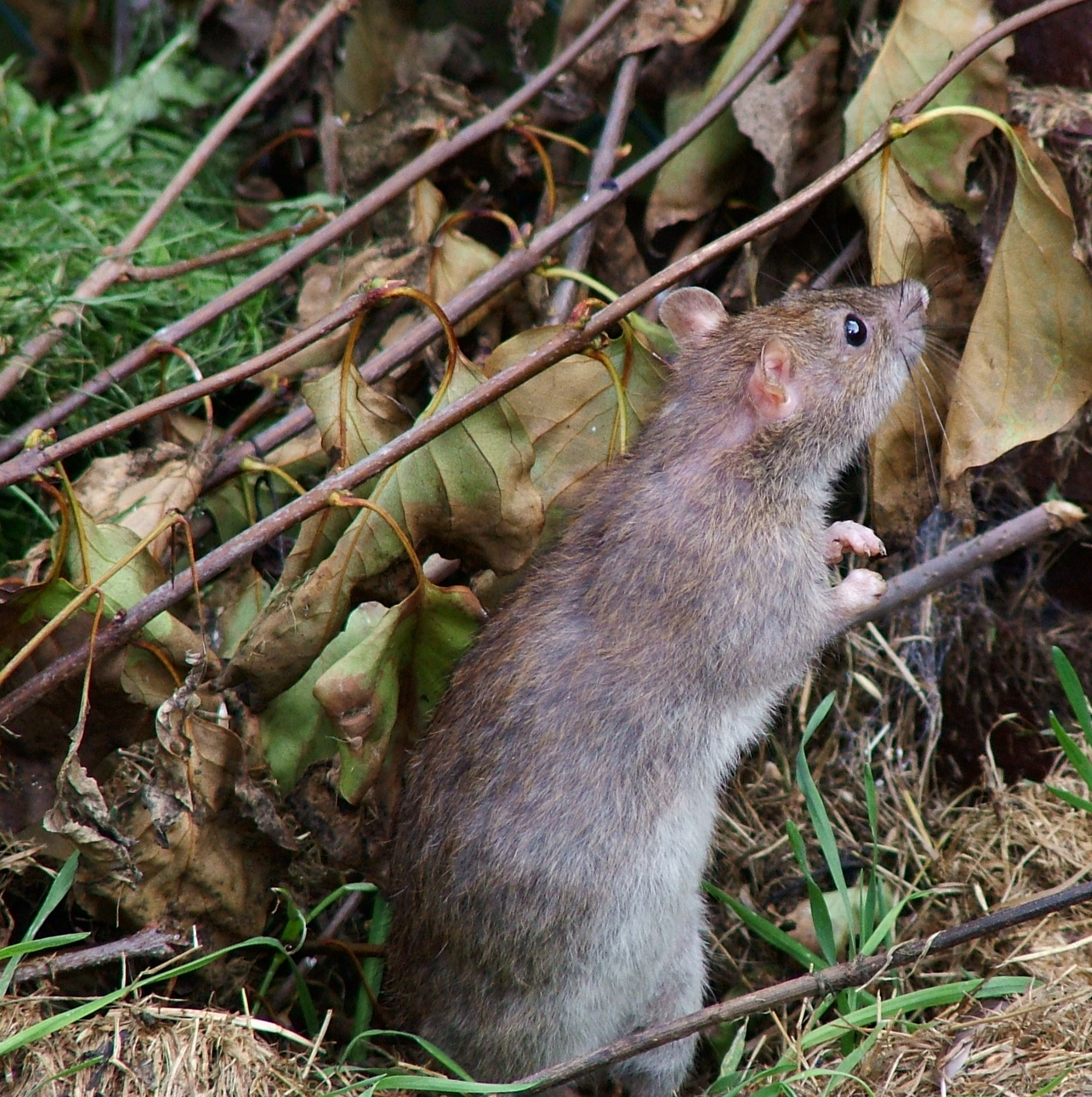
Le Rat brun (Rattus norvegicus) a peut-être contribué à l'extinction dOryzomys antillarum.

Dans son History of Jamaica (1774), Edward Long reconnait quatre espèces de rats jamaïcains : le « rat d'eau » de Browne, qu'il appelle « rat de Charles-price », et qu'il considère comme identique aux rongeurs européens du genre Arvicola, le « rat domestique noir », qu'il dit importé d'Angleterre, et deux qu'il dit indigènes. Le plus grand est un « rat des cannes » grisâtre et le plus petit un « rat des champs » roux, aussi gros qu'une taupe (la Taupe d'Europe, Talpa europaea). Ray considère que le dernier était simplement une souris, car une taupe est plus petite qu'Oryzomys.
Dans A Naturalist's Sojourn in Jamaica (1851), Philip Henry Gosse liste la présence du Rat noir, du Rat brun ainsi que de la Souris domestique et du « rat des cannes », qui est décrit comme Mus saccharivorus et qui est considéré comme étant le « rat d'eau » de Browne et le « rat de Charles-price » de Long. Gosse mentionne également les deux espèces que Long avait citées comme indigènes. Thomas et Ray pensent tous les deux que ce « rat des cannes » est un Rat brun, d'après sa taille,. Gosse écrit qu'un des premiers explorateurs de l'île, Anthony Robinson, a décrit et dessiné cette espèce dans un manuscrit non publié, en se basant sur un spécimen de 50 cm, dont la queue représentait la moitié de cette longueur. Ray n'a pas examiné lui-même le manuscrit de Robinson, mais il pense que le rat qu'il y décrit ne pouvait pas être le Rat brun, car cette espèce n'existait pas en Amérique avant 1800, et il pouvait donc s'agir d'O. antillarum.
Gosse a collecté en 1845 le spécimen d'Oryzomys antillarum aujourd'hui conservé au British Museum, mais il est possible qu'il ne l'a alors pas distingué des rats introduits sur l'île trouvés en même temps. Coues note que les deux spécimens de l'USNM y sont arrivés après qu'il a écrit la partie précédente de son livre. Plus tard, Thomas et d'autres écrivent que ces spécimens ont été collectés vers 1877,,,,, mais Ray assure qu'ils ont été pris avant 1874. Aucun autre spécimen n'a été collecté depuis.

### Extinction
Oryzomys antillarum s'est probablement éteint dans les années 1870,, et est classé comme tel sur la liste rouge de l'UICN. Sa disparition est généralement attribuée à l'introduction de la Mangouste de Java (Herpestes javanicus) en Jamaïque en 1872, ainsi qu'à celle d'autres espèces du genre Rattus,,,. Ray, pour sa part, pense que l'on surestime l'impact de la mangouste. Il pense qu'Oryzomys antillarum a surtout été affecté par les importants changements au sein de l'environnement de l'île depuis l'arrivée des Anglais en 1655. Une grande partie de l'île est alors mise en culture, et l'habitat originel des Oryzomys est détruit. Ainsi, Oryzomys est contraint d'entrer en compétition avec les espèces de rats introduites au sein des habitats fortement anthropisés, auxquels ces espèces sont très bien adaptées. Selon Ray, le Rat noir n'était peut-être pas capable de chasser Oryzomys, mais le Rat brun, envahisseur agressif, l'a mené à l'extinction. Les chats et chiens domestiques ont peut-être aussi contribué à la disparition de l'espèce.